# Fabbrica Automobili Officine Trubetzkoy
Fabbrica Automobili Officine Trubetzkoy war ein italienischer Hersteller von Automobilen.

## Unternehmensgeschichte
Das Unternehmen aus Mailand begann 1924 mit der Produktion von Automobilen. Der Markenname lautete Fadin. 1926 endete die Produktion.

## Fahrzeuge
Die Fahrzeuge entstanden nach einer Lizenz von Derby. Im Angebot war eine Limousine 8/22 HP. Für den Antrieb sorgte ein Vierzylindermotor mit SV-Ventilsteuerung und 960 cm³ Hubraum von Chapuis-Dornier. Außerdem gab es das Sportmodell 10/24 HP, dessen Motor mit 1094 cm³ Hubraum über hängende Ventile verfügte. Die bauartbedingte Höchstgeschwindigkeit war mit 80 km/h für die Limousine und 120 km/h für das Sportmodell angegeben.